# Nino, il mio amico ninja
Nino, il mio amico ninja (忍者ハットリくん?, Ninja Hattori-kun) è un manga scritto e illustrato da Fujiko Fujio e pubblicato da Shogakukan sulla rivista Weekly Shōnen Sunday dal 1964 al 1968.
Dall'opera è stata tratta una serie televisiva anime, prodotta da Shin'ei Doga e trasmessa su TV Asahi dal 28 settembre 1981 al 25 dicembre 1987 per un totale di 694 episodi, in Italia ne sono stati trasmessi solo 156. In Giappone, il 14 maggio 2012, è iniziata la nuova serie, remake dell'anime, prodotta da Shin'ei Doga e dalla casa di produzione indiana Reliance MediaWorks.

## Trama
Ken (Ken'ichi Mitsuba), uno sfortunatissimo bambino di 10 anni che va alla scuola elementare con scarsi rendimenti, fa amicizia con un giovane ninja chiamato Nino (Kanzo Hattori) che va a vivere con Ken assieme a suo fratello Lino (Shinzo Hattori) e al suo cane-ninja Shishi (Shishimaru), per entrare a far parte spesso della famiglia. Nino aiuta Ken a risolvere i suoi problemi e lo tiene costantemente d'occhio, come un buon amico. Spesso Nino affronta il suo antagonista Amilcare (Kemuzo Kemumaki), anch'esso abile ninja, e il suo gatto-ninja Lucifero (Kagechiyo), questo anche dovuto al fatto che Ken e Amilcare si contendono la stessa ragazza: Laura (Yumeko Kawai). I nostri eroi tenteranno anche di rendere felice la madre di Ken. Insieme, oltre ai numerosi tentativi da risolvere svariati problemi, ne combineranno di tutti i colori.

## Personaggi

Nino il ninja e il suo cane Shishi

- Nino (Kanzo Hattori) (doppiato da Junko Hori nel doppiaggio originale, da Alessio Cigliano in italiano, e interpretato da Shingo Katori): protagonista della serie, abile guerriero ninja dotato di grande talento e smisurata saggezza, assai coraggioso e buono. Ha un solo punto debole: il terrore delle rane.
- Ken Suba (Ken'ichi 'Ken' Mitsuba) (doppiato da Masako Sugaya e interpretato da Katsumi Takamiya): ragazzo sfortunato ma normale che va alla scuola elementare, è innamorato di Laura e per questo litiga spesso con Amilcare, rivale suo e di Nino.
- Lino (Shinzo Hattori) (doppiato da Yūko Mita nel doppiaggio originale, da Francesca Rossiello nel doppiaggio italiano, e interpretato da Shigeki Nakajō): fratello minore di Nino. Come suo fratello è un ninja, anche se molto meno abile di Nino, contraddistinto da abiti rossi. Si commuove facilmente e quando piange emette urla assordanti, che possono far crollare l'edificio in cui si trova.
- Shishi (Shishimaru) (doppiato da Kenichi Ogata nel doppiaggio originale e da Bruno Cattaneo in quello italiano): cane ninja con la pelliccia gialla ed una stella bianca a quattro punte, che vive nella casa di Ken. Alle volte riesce a trasformarsi in altre razze di cani e persino in un pallone. Spesso combina guai insieme a Lino. Ha un sogno nel cassetto: diventare un leone ed una volta è anche riuscito a diventarlo quando, trasformato in palla, Ken ha detto la parola "leone" dimentico degli avvertimenti di Nino, pertanto ne ha assunto le sembianze e il comportamento aggressivo. Solitamente abbaia ma all'occorrenza sa essere parlante.
- Laura (Yumeko Kawai) (doppiata da Antonella Rendina nel doppiaggio italiano): la ragazza della quale sono innamorati Ken e Amilcare. È molto gentile con tutti, ma sa essere anche indignata dagli atteggiamenti vergognosi dei personaggi che la circondano.
- Amilcare (Kemuzo Kemumaki) (doppiato da Kaneta Kimotsuki nel doppiaggio originale e da Bruno Cattaneo in quello italiano): antagonista della serie, irascibile, isterico ed egoista, membro di una famiglia nemica di quella di Nino. Frequenta la scuola elementare ed è innamorato di Laura. Come Nino è un ninja contraddistinto da abiti verdi. Nonostante sembri egoista e malvagio, anche lui ha un suo lato buono che mostra con gli animali e con le persone anziane. Tuttavia ha una particolarità: non vuole fare mai il bagno nei bagni pubblici perché si vergogna fortemente in quanto indossa il fundoshi, l'antico perizoma che portavano gli uomini della sua epoca, al posto delle normali mutande.
- Lucifero (Kagechiyo): gatto nero di Amilcare, ha una stella rotante a quattro punte sulla fronte ed una bandana rossa legata al collo; aiuta spesso il suo padrone nei suoi loschi piani, ma insieme, ogni volta combinano guai. Ha una rivalità con Shishi. Solitamente miagola ma come Shishi a volte è parlante.
- Padre di Nino (Jinzo Hattori) (doppiato da Tadao Futami): ninja, padre di Nino e Lino.
- Nicoletta (Tsubame): amica amorosa di Nino, nonché la sua apprendista ninja, e desidera di sposarlo; non va mai d'accordo con Ken, Lino, Shishi, Amilcare e Lucifero.
- Professore: insegnante di Ken, gli rimprovera sempre per le ore di ritardo, i compiti o l'innocenza (spesso apparente) di Amilcare. Ma sa anche complimentarsi con lui quando, in un episodio, fa addirittura venire la madre a scuola per annunciare a tutta la classe che Ken era stato il migliore in un compito scritto.
- Genitori di Ken: il padre di Ken è un normale impiegato in una multinazionale giapponese, mentre la mamma è una casalinga. In un episodio, quest'ultima rivela doti di scrittrice, ma il risultato dei suoi sforzi copre di ridicolo gli altri membri della famiglia dato che nel suo primo tentativo di romanzo mette in risalto gli episodi più imbarazzanti. Ken tenta a sua madre di essere molto orgogliosa di lui rendendola felice. È molto dolce ma sa anche inquietarsi.

## Media

### Manga
Il manga Nino, il mio amico ninja è stato pubblicato in Giappone dalla casa editrice Shogakukan sulla rivista Weekly Shōnen Sunday dal 1964 al 1966.

### Anime
Un adattamento anime del manga è stato prodotto da Shin'ei Doga e trasmesso su TV Asahi dal 28 settembre 1981 al 25 dicembre 1987 per un totale di 694 episodi della durata di cinque minuti ciascuno, con l'aggiunta di 11 episodi speciali. L'anime è stato esportato in tutto il mondo: in India lo show è stato trasmesso su Nick India con il suo titolo originale, e disponibile in inglese, hindi, telugu e tamil; in Spagna è andato in onda su Canal 2 Andalucía, Canal Sur, Boomerang e Canal Extremadura con il titolo Hattori el Ninja, disponibile in spagnolo, catalano, basco e gallego; in Portogallo, il cartone è stato trasmesso su Canal Panda con il titolo Hattori, o Ninja, disponibile in portoghese; in Ecuador, lo show è andato in onda su Ecuavisa con l'edizione spagnola; in Cile, è passato su Etc...TV, sempre con l'edizione spagnola; e in Corea del Sud è stato trasmesso su Cartoon Network.
La versione italiana è stata curata dalla Italian TV Broadcasting e doppiata dalla CRC. Il titolo è stato cambiato in Nino, il mio amico Ninja e assieme ad esso sono stati italianizzati tutti i nomi dei personaggi. Dei 694 episodi originali ne sono stati trasmessi solo 156, raccolti a gruppi di tre per un totale di 52 puntate, trasmesse a partire dal dicembre 1986 su Euro TV. In seguito è stato ritrasmesso anche su Italia 7 Gold e su numerosi canali regionali, tra cui Teleregione e Telenorba. La sigla italiana Il mio caro amico Nino, scritta da Riccardo Zara e interpretata da I Cavalieri del Re, sostituisce le sigle originali.

#### Episodi
L'ordine di trasmissione in Italia non segue l'ordine giapponese. Tra parentesi dopo il titolo italiano il numero progressivo dell'episodio secondo l'ordine originale.
Template:Episodio Anime no
| Nº | Titolo italiano Giapponese 「Kanji」 - Rōmaji | In onda                         | In onda       |
| Nº | Titolo italiano Giapponese 「Kanji」 - Rōmaji | Giapponese                      | Italiano      |
| 1  | Uno strano bambino (1) / Il professore (2) / Lavori domestici (3) 「拙者！忍者でござるの巻 / おのれ憎っくき先生の巻 / アルバイトの道はきびしいでござるの巻」                        | 28~30 settembre 1981            | dicembre 1986 |
| 2  | Uno strano cane (4) / Compito in classe (5) / L'anniversario (6) 「獅子丸には参ったでござるの巻 / 目標は百点でござるの巻 / 料理はまかせてくだされの巻」                             | 1º~3 ottobre 1981               | -             |
| 3  | Ken campione (7) / Compagno di classe (8) / Il fratello di Nino (9) 「見たか知ったかハットリ打法の巻 / 甲賀からきた転校生の巻 / シンゾウくん只今参上の巻」                          | 5~7 ottobre 1981                | -             |
| 4  | L'onore di Nino (10) / Piccole commissioni (11) / L'amico (12) 「名誉かいふくの巻 / シンゾウくんお使いにいくの巻 / 変なお客でござるの巻」                                           | 8~10 ottobre 1981               | -             |
| 5  | Gara di corsa (13) / Il gatto ladro (14) / Il dottore (15) 「運動会は苦手でござるかの巻 / ケンイチ氏は迷カメラマンの巻 / 怠け病をなおすでござるの巻」                               | 12~14 ottobre 1981              | -             |
| 6  | Oggetti volanti (16) / Tecniche ninja (17) / Compiti a casa (18) 「UFOってなんでござるかの巻 / 忍法金縛りの巻 / 勉強は自分でやらねばならぬの巻」                                    | 15~17 ottobre 1981              | -             |
| 7  | Il rapimento (19) / La recita (20) / Il castagneto (21) 「シンゾウ危しの巻 / 主役になるのは大変でござるの巻 / 栗ひろい騒動の巻」                                                    | 19~21 ottobre 1981              | -             |
| 8  | Coabitazione (22) / Crisi d'identità (23) / Paesaggio autunnale (24) 「ここが忍者屋敷でござるの巻 / 消えた獅子丸の巻 / 小さな秋みつけたの巻」                                       | 22~24 ottobre 1981              | -             |
| 9  | Gita scolastica (25) / Biglietti per il cinema (26) / Gioco a premi (27) 「拙者!ハイキングにお供するでござるの巻 / 女ごころはむずかしいの巻 / 懸賞に当選でござるの巻」              | 26~28 ottobre 1981              | -             |
| 10 | La pesca (28) / Oggetti smarriti (29) / Il lavoro di papà (30) 「古池でタイが釣れたでござるの巻 / 落し主は誰でござるの巻 / パパ上早く帰るでござるの巻」                             | 29~31 ottobre 1981              | -             |
| 11 | Il lato buono di Kemubaki (31) / Patate (32) / Il libro di Ken (33) 「ケムマキもなかなかやるでござるの巻 / ジャガイモにはまいったでござるの巻 / 忘れ物を届けるでござるの巻」        | 2~4 novembre 1981               | -             |
| 12 | La dieta (34) / Fuochi d'artificio (35) / Il tesoro nascosto (36) 「パパ上の減量作戦の巻 / 新幹線かくれんぼの巻 / 小判がザクザクの巻」                                              | 5~7 novembre 1981               | -             |
| 13 | Il ladro (37) / Ipnosi (38) / La palla truccata (39) 「スラれたらスリかえすでござるの巻 / 忍法あやつりニャンニャンの巻 / ドッチボールになった獅子丸の巻」                           | 9~11 novembre 1981              | -             |
| 14 | La rana (55) / Il compito vola via (56) / Il gioco della morra cinese (57) 「カエルは苦手でござるの巻 / 20点はどこへいったの巻 / シンゾウ先生をこまらせるの巻」                     | 30 novembre ~ 2 dicembre 1981   | -             |
| 15 | Volare, volare (58) / Orecchie da coniglio (59) / Shishi dipinge (60) 「ケン一くん空をとぶの巻 / 忍法ウサギの耳の巻 / 獅子丸は天才画家の巻」                                        | 3~5 dicembre 1981               | -             |
| 16 | Passione per la fotografia (61) / La fuga delle tigri (62) / Un regalo sbagliato (63) 「これぞシャッターチャンスの巻 / 逃げたトラはどこにの巻 / まちがった贈り物の巻」              | 7~9 dicembre 1981               | -             |
| 17 | La casa misteriosa (64) / La covata (65) / La pulizia (66) 「こわい声の正体は誰かの巻 / 卵の親は影千代の巻 / 大掃除は大変でござるの巻」                                             | 10~12 dicembre 1981             | -             |
| 18 | Come smettere di bere (67) / La lotteria (68) / Una giornata di neve (69) 「飲みすぎにご用心の巻 / 落ちてるクジに手を出すなの巻 / 忍法乱れ吹雪でござるの巻」                        | 14~16 dicembre 1981             | -             |
| 19 | L'ingordigia (70) / Lezioni di sci (71) / Leggere a sbafo (72) 「ネズミの大好きな物は…の巻 / スキーは大スキーでござるの巻 / 土曜の午後は退屈でござるの巻」                          | 17~19 dicembre 1981             | -             |
| 20 | Il barbiere (73) / Le gambe lunghe (74) / Il controllo del pensiero (75) 「ニンニン床屋で大混乱の巻 / 足長ケンチャンの巻 / 忍法心変りの巻」                                         | 21~23 dicembre 1981             | -             |
| 21 | Arriva Babbo Natale (76) / Il ladro (77) / Il segreto del freddo (78) 「サンタクロース騒動の巻 / 影千代は御主人様おもいの巻 / シンゾウ金縛りの術に挑戦するの巻」                    | 24~26 dicembre 1981             | -             |
| 22 | La tazza rotta (79) / La fede nuziale (80) / Una lettera d'amore (81) 「ママのお茶会にご招待の巻 / とんだ餅つき大会の巻 / ラブレターをとりもどせの巻」                              | 28~30 dicembre 1981             | -             |
| 23 | L'aquilone (82) / Il sogno di Ken (83) / I turisti (84) 「凧上げはムササビの術でござるの巻 / 初夢三ッ葉城は日本晴れでござるの巻 / お正月のお客は楽しみでござるの巻」                | 4~6 gennaio 1982                | -             |
| 24 | Papà gatto (85) / Pattinando sul ghiaccio (86) / Lo smoking di papà (87) 「捨て猫のパパは影千代?…の巻 / スケートが上手になりたいの巻 / 忍法伝信の術でござるの巻」                   | 7~9 gennaio 1982                | -             |
| 25 | Problemi di posto (88) / Biscotti e pubblicità (89) / Un bravo papà (90) 「とんだ席とり合戦の巻 / スポンサーを探すでござるの巻 / なんといってもパパはエライでござるの巻」           | 11~13 gennaio 1982              | -             |
| 26 | Un vero ninja (91) / Una nuotata autunnale (92) / Non si scherza con il fuoco (93) 「忍法修業はつらいでござるの巻 / 寒中水泳に挑戦するの巻 / たき火にご用心の巻」                   | 14~16 gennaio 1982              | -             |
| 27 | Un ricordo di famiglia (94) / Scambio di persona (95) / Lontano parente (96) 「獅子丸だぬきのはらづつみの巻 / パパ上学校に呼ばれるの巻 / 留守番はつらいでござるの巻」               | 18~20 gennaio 1982              | -             |
| 28 | Bagni pubblici (97) / Walky talky (98) / Ginnastica all'aperto (99) 「お風呂屋さんは大混乱の巻 / トランシーバー騒動の巻 / 寒いのはキライキライの巻」                                | 21~23 gennaio 1982              | -             |
| 29 | Le teste scambiate (100) / Vietato fumare (102) / Risparmio energetico (103) 「忍法アベコベの術でござるの巻 / タバコをやめて寿司を食おうの巻 / 寒さこらえてステーキを食べようの巻」 | 25 / 27~28 gennaio 1982         | -             |
| 30 | Le rondini (109) / I fogli di papà (110) / Il re della giungla (111) 「夢子ちゃんにツバメのプレゼントの巻 / パパ上の書類は飛ぶのでござるの巻 / 映画はコリゴリでござるの巻」         | 4~6 febbraio 1982               | -             |
| 31 | Il mostro (116) / Ken baby-sitter (117) / Il coniglio (118) 「獅子丸のいびきは100ホーンの巻 / とんだアルバイトでござるの巻 / うさぎになった獅子丸の巻」                             | 11~13 febbraio 1982             | -             |
| 32 | Lettera d'amore (119) / Il libro prestato (120) / San Valentino (121) 「舞込んだラブレターの巻 / ニンニン馬力で本を探せの巻 / バレンタインデーの事件の巻」                          | 16~18 febbraio 1982             | -             |
| 33 | Il fungo della felicità (122) / Un film drammatico (123) / Lezioni di musica (124) 「先生を笑わせろの巻 / 悲しい映画を見る方法の巻 / 大音楽家ケン一氏の巻」                         | 4 novembre 1981                 | -             |
| 34 | La primavera (125) / Trucchi ninja (126) / Palla a volo (127) 「お花畑をつくろうの巻 / 生忍法はけがのもとの巻 / ママのバレーボール特訓の巻」                                        | 23~25 febbraio 1982             | -             |
| 35 | Pic-nic, sotto i ciliegi (133) / Pomodori e carote (134) / Il gatto abbandonato (135) 「忍法花咲かじいさんの巻 / トマト、ニンジン大好きの巻 / ひとりぼっちの影千代の巻」            | 4~6 marzo 1982                  | -             |
| 36 | Il vaso antico (136) / La zattera (137) / Scrittura rapida (138) 「こわ～い家庭訪問の巻 / あきカンでイカダを作ろうの巻 / 忍法速書きの術の巻」                                       | 8~10 marzo 1982                 | -             |
| 37 | Il maialino orfano (139) / Il rapinatore ninja (140) / Nino romanziere (141) 「獅子丸子守唄の巻 / ケン一氏の一日署長の巻 / ハットリくん剣豪小説に挑戦の巻」                         | 11~13 marzo 1982                | -             |
| 38 | Offerta speciale (142) / Il cane spaziale (143) / La fontanella (144) 「ただのラーメンはこわいでござるの巻 / 宇宙博覧会はすごいでござるの巻 / 水飲み場騒動の巻」                    | 15~17 marzo 1982                | -             |
| 39 | Papa' campione (149) / Racconto familiare (150) / Il gradasso (151) 「ジョッキングはおまかせの巻 / ママ上は小説家の巻 / 夢子ちゃんなんか嫌いの巻」                                  | 22~24 marzo 1982                | -             |
| 41 | Polpette di riso (155) / Odio le rane (156) / Pesce d'aprile (157) 「ニンニン寿司は大はんじょうの巻 / カエル修業はつらいでござるの巻 / エイプリルフールうそつき合戦の巻」           | 30 marzo ~ 1º aprile 1982       | -             |
| 42 | La grande preda (158) / Il cucciolo (159) / Il cane meteorologico (160) 「大発見巨大魚の巻 / ひろってきた仔犬の巻 / 獅子丸の天気予報の巻」                                          | 2 / 5~6 aprile 1982             | -             |
| 43 | Giochi folli (167) / Una fidanzata per Shishi (168) / La casa misteriosa (169) 「ゲームに挑戦するでござるの巻 / 獅子丸も春でござるの巻 / ドッキリハウスにナニがあるの巻」           | 14 / 16~17 aprile 1982          | -             |
| 44 | Il ritardatario (170) / Questioni familiari (171) / Una storia di dolci (172) 「遅刻は校庭十周の巻 / 夫婦ゲンカは犬もクワンクワンの巻 / ケーキはもうたくさんの巻」                  | 23~24 / 26 aprile 1982          | -             |
| 45 | Nicoletta, la ragazza ninja (173) / Lascia perdere Nicoletta (174) / Mal di pancia (175) 「ツバメは手強い女忍者でござるの巻 / 消えたツバメちゃんの巻 / お腹をこわした獅子丸の巻」   | 23~24 / 26 aprile 1982          | -             |
| 46 | Ciak, si gira (175) / Ken e i giornali (176) / Il pic-nic (177) 「ケン一氏は名監督でござるの巻 / こわい新聞配達の巻 / ドライブはお気軽にの巻」                                      | 28~30 aprile 1982               | -             |
| 47 | Perduto e ritrovato (178) / Un sogno sul futuro (179) / Voglio diventare grande (180) 「ボクっていけない子の巻 / ケン一氏のでっかい夢の巻 / 大人になりた～いの巻」                  | 1º / 4~5 maggio 1982            | -             |
| 48 | L'impostore (186) / Nino, la cavalletta (187) / Il grande romanziere (188) 「にせものは困るでござるの巻 / 忍法虫変化?!の巻 / 忍者屋敷へご招待の巻」                                 | 13~15 maggio 1982               | -             |
| 49 | La piantagione di riso (189) / La confessione di ken (190) / Il segreto di Kemubaki (191) 「田植えに挑戦の巻 / おかしな告白の巻 / おへその秘密をさぐるの巻」                        | 17~18 / 20 maggio 1982          | -             |
| 50 | Il rapimento (192) / La macchina fotografica (193) / Gli uomini primitivi (194) 「誘拐された獅子丸の巻 / カメラはキライキライの巻 / 原始時代はニンニンでござるの巻」                | 21~22 / 24 maggio 1982          | -             |
| 51 | Il finto robot (195) / La palla ricordo (196) / La festa (197) 「ロボットに強くなろうの巻 / ホームランボールをつかめの巻 / ワッショイ祭りの巻」                                     | 25~26 / 28 maggio 1982          | -             |
| 52 | Ken sii uomo! (198) / Fuochi d'artificio (199) / Un buon voto (200) 「ケン一氏は男でござるの巻 / ツバメ忍法恋火花の巻 / ママ上足どめ作戦の巻」                                      | 29 / 31 maggio ~ 1º giugno 1982 | -             |

### Film
Sono stati prodotti quattro film cinematografici:
- Nin-Nin Ninpō enikki no maki (ニンニン忍法絵日記の巻?), proiettato nel 1982 allo stesso tempo di Doraemon nel paese delle meraviglie e Carletto il principe dei mostri - La spada del demone.
- Ninja Hattori-kun Nin-Nin Furusato daisakusen no maki (ニンニンふるさと大作戦の巻?), dalla durata di 53 minuti, diretto da Hiroshi Sasagawa è stato pubblicato il 12 marzo 1983[4] insieme a Doraemon: Nobita no kaitei kigan-jō.
- Ninja Hattori-kun + Pāman chōnōryoku wōzu (忍者ハットリくん+パーマン 超能力ウォーズ?), diretto da Hiroshi Hasegawa e proiettato in Giappone nel 1984 assieme a Doraemon: Nobita no makai daibōken.
- Ninja Hattori-kun + Pāman: Ninja kaijū jippō tai mirakuru tamago (忍者ハットリくん＋パーマン 忍者怪獣ジッポウVSミラクル卵?), diretto sempre da Hasegawa, è uscito nel 1985 assieme a Doraemon: Nobita no little Star Wars.

Sono del tutto inediti in Italia.

### Live action
Tra il 1966 e il 1968 venne prodotto un dorama televisivo della serie, intitolato Ninja Hattori-kun + Ninja Monster Jippō (忍者ハットリくん + 忍者怪獣ジッポウ?), diretto da Shoichi Shimazu e scritto da Hisashi Inoue. Il dorama è composto da due stagioni, la prima andata in onda dall'aprile al settembre 1966, e la seconda dopo un anno di stop, dall'agosto 1967 al gennaio 1968. Recentemente è stata riproposta in DVD.
Esiste anche un film live action Nin-Nin Ninja Hattori-kun The Movie (NIN×NIN 忍者ハットリくん THE MOVIE?) pubblicato il 28 agosto 2004, per la regia di Suzuki Masayuki.

### Videogioco
La Hudson Soft, il 5 marzo 1986, ha pubblicato un videogioco per NES con il titolo Ninja Hattori-kun (忍者ハットリくん?), il quale ha venduto approssimativamente 1 500 000 copie.